# Vibex
Eine Vibex (lateinisch vibex, Genitiv vibicis; Plural Vibices) ist die medizinische Bezeichnung für eine reiskorngroße Blutung im Bereich von Totenflecken, die oft bei sehr ausgeprägten Totenflecken zu sehen ist. Sie entsteht durch intrakutane Berstungsblutungen im Totenfleckenbereich und ist schwierig gegenüber vitalen Punktblutungen (Petechien) zu differenzieren.
Vibices haben Bedeutung in der Thanatologie und der Rechtsmedizin.